# خطوط بو
خطوط بو (انگلیسی: Beau's lines) خطوط شیاردار عمیقی هستند که به‌طور عرضی روی ناخن دست یا پا کشیده می‌شوند. خطوط بو ممکن است مانند فرورفتگی یا برآمدگی در صفحه ناخن به نظر برسند.: ۶۵۷ 
این نشانهٔ پزشکی را نخستین بار یک پزشک فرانسوی به نام ژوزف انوره سیمون بو (۱۸۰۶–۱۸۶۵) در سال ۱۸۴۶ توصیف کرد.
خطوط بو، افقی (عرضی) هستند و از خط ناخن عبور می‌کنند و نباید با برجستگی‌های عمودی که از پایین (پوستک) ناخن به سمت نوک انگشت می‌روند اشتباه شوند. این خطوط عمودی معمولاً نتیجه طبیعی پیری هستند و بی خطر هستند.
خطوط بو را نیز نباید با خطوط مرکل اشتباه گرفت. در حالی که خطوط بو برجستگی‌ها و فرورفتگی‌های واقعی در صفحه ناخن هستند، خطوط مرکل مناطقی از هیپوپیگمانتاسیون بدون برجستگی‌های قابل لمس هستند. آنها بر بستر زیرین ناخن تأثیر می‌گذارند و نه خودِ ناخن. خطوط بو را نیز باید از خطوط میس در ناخن‌های دست (که ناحیه‌ای از تغییر رنگ در صفحه ناخن هستند) افتراق داد.

## علل بروز
دلایل مختلفی برای بروز خطوط بو وجود دارد. اعتقاد بر این است که قطع موقت تقسیم سلولی در ماتریکس ناخن وجود دارد. این ممکن است به دلیل عفونت یا مشکل در چین ناخنی (جایی که ناخن شروع به تشکیل و رشد می‌کند) یا آسیب به آن ناحیه باشد. برخی از دلایل دیگر این خطوط عبارتند از تروما، انسداد عروق کرونر، هیپوکلسمی و بیماری پوستی. خطوط بو ممکن است نشانه ای از بیماری سیستمیک باشند، یا ممکن است در اثر یک بیماری جسمی و همچنین داروهای مورد استفاده در شیمی‌درمانی یا سوءتغذیه ایجاد شوند. خطوط بو را می‌توان یک تا دو ماه پس از شروع تب در کودکان مبتلا به بیماری کاوازاکی مشاهده کرد. بیماری‌های مرتبط با خطوط بو شامل دیابت کنترل‌نشده و بیماری عروق محیطی، و همچنین بیماری‌های مرتبط با تب بالا، مانند مخملک، سرخک، اوریون و ذات الریه است. خطوط بیو همچنین می‌تواند نشانه کمبود روی باشند.

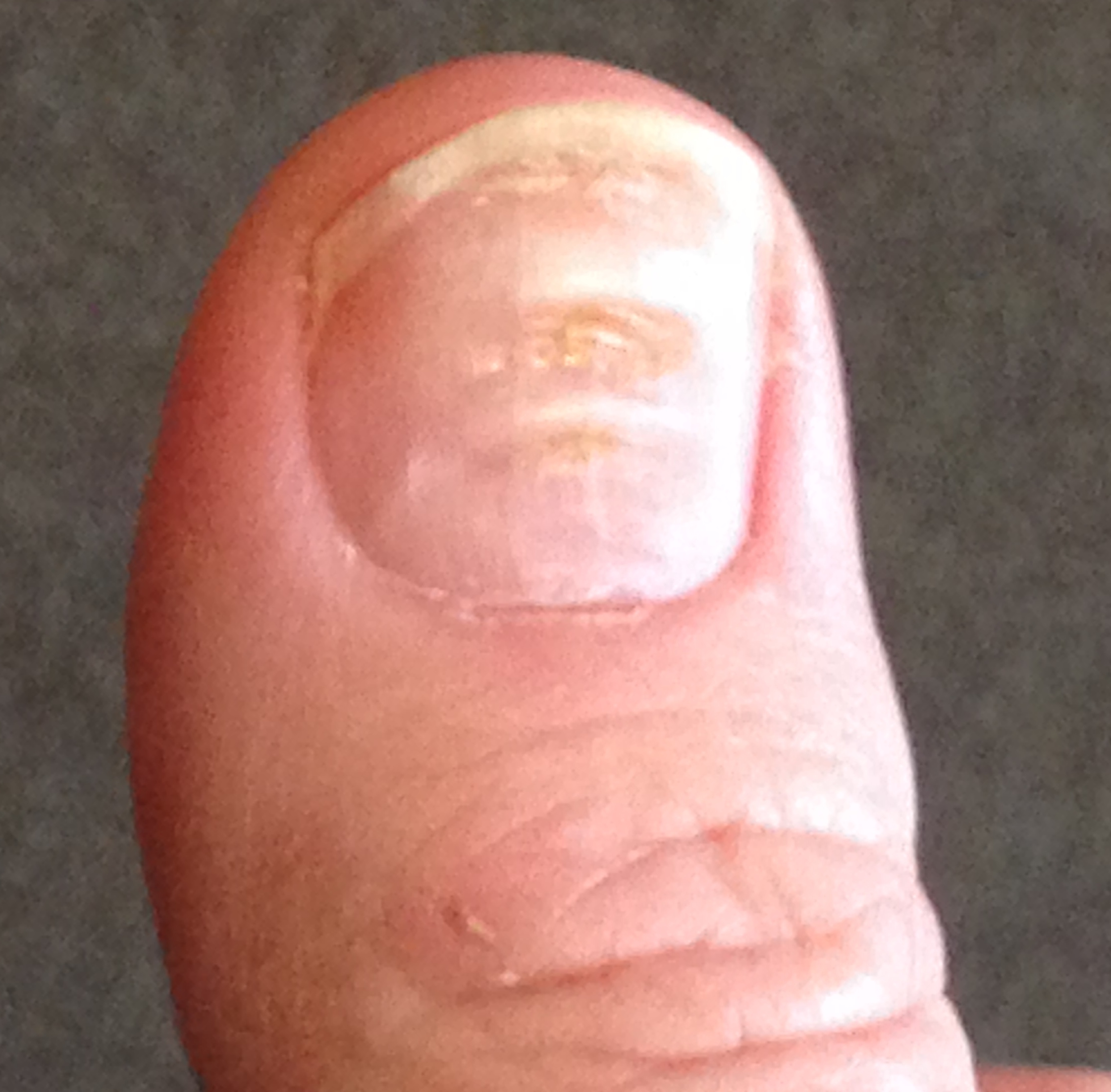

یک محقق خطوط بو را در ناخن‌های دو غواص از شش غواص پس از یک غواصی اشباع عمیق با فشاری معادل ۳۰۵ متر (۱۰۰۱ فوت) از آب دریا و همچنین در تمامی شش غواصی که یک غواصی مشابه را به عمق ۳۳۵ متر (۱۰۹۹ فوت) انجام داده بودند پیدا کرد. این خطوط همچنین در اوتسی مرد یخی دیده شده‌اند.
ناخن‌های انسان با سرعتی متفاوت رشد می‌کنند که با عوامل گوناگونی بستگی دارد: سن، انگشتان خاص و همچنین تغذیه. با این حال، معمولاً در جمعیت‌های سالم، ناخن‌های دست حدود ۰٫۱ میلی‌متر در روز و ناخن‌های پا حدود ۰٫۰۵ میلی‌متر در روز رشد می‌کنند.